# Coenosia globuliseta
Coenosia globuliseta este o specie de muște din genul Coenosia, familia Muscidae, descrisă de Adrian C. Pont în anul 1980. Conform Catalogue of Life specia Coenosia globuliseta nu are subspecii cunoscute.